# Ponte Generale Belgrano
Il ponte Generale Manuel Belgrano (in spagnolo: Puente General Manuel Belgrano) è un ponte strallato che unisce le città argentine di Corrientes, capitale della provincia omonima, e Resistencia, capitale della provincia del Chaco, e che attraversa il fiume Paraná. Aperto il 10 maggio 1973, è lungo 1.700 metri.
Il ponte Generale Belgrano è attraversato dalla Ruta Nacional 16, che unisce Corrientes a San José de Metán, in provincia di Salta.

## Storia
Il ponte Belgrano fu il primo costruito sul Paraná ed il secondo collegamento diretto tra la Mesopotamia argentina (province di Misiones, Corrientes ed Entre Ríos) ed il resto del paese. I lavori di costruzione, realizzati da due imprese italiane, incominciarono nel dicembre 1968 e terminarono cinque anni dopo, sotto la presidenza de facto di Alejandro Agustín Lanusse. Fu intitolato al patriota argentino Manuel Belgrano.